# Callisphyris apicicornis
Callisphyris apicicornis är en skalbaggsart som beskrevs av Leon Fairmaire och Germain 1859. Callisphyris apicicornis ingår i släktet Callisphyris och familjen långhorningar. Inga underarter finns listade.